# Улица Семашко (Нижний Новгород)
Улица Семашко — элемент городской инфраструктуры Нижнего Новгорода. Проходит от Верхне-Волжской набережной до площади Свободы

## История
Первоначально окраинная эта территория начала застраиваться с начала XVIII века. Местные топонимы — Ковалихинский овраг, река Ковалиха, возможно, свидетельствуют о том, что местное население занималось кузнечным ремеслом
Во исполнение указов императрицы Екатерины II о гражданском здравоохранении в Нижнем Новгороде организуется городская больница. Для размещения больничного комплекса Приказом общественного призрения у отставного полковника Соломона Михайловича Мартынова (1774—1839) в 1825 году была куплена усадьба с обширным участком земли в границах современных улиц Нестерова, Минина, Семашко и Верхневолжской набережной. Городская больница и будущая улица Семашко получили название Мартыновская (улица именовалась также как идущая от Печёрской к домам Мартынова и Пантелеева). Строительство главного корпуса больницы по проекту и под надзором архитектора Ефимова велось с 1834 по 1838 год. Больничный комплекс сформировался к середине XIX столетия, он включал несколько отдельно стоящих деревянных и каменных зданий, с обширным фруктовым садом и небольшим огородом.
Спроектированная в 1770 году, улица застраивалась медленно, частями, из-за крайне сложного, с перепадами, рельефа местности — «проложена перпендикулярно Жуковской и Большой Печёрской улицам от Откоса до круч Ковалихинского оврага».
Название Мартыновская официально закрепилось в 1839 году.
Современное название в честь русского и советского врача, наркома здравоохранения РСФСР Николая Семашко (1874—1949), жившего и работавшего в Нижнем Новгороде с 1904 по 1906 год.

## Известные жители
д. 19 — Максим Горький (1902—1904)
д. 16/42 — П. И. Мельников-Печерский (мемориальная доска)
В. И. Даль — угол с улицей Большой Печёрской, установлена мемориальная доска с барельефом работы нижегородского скульптора В. И. Пурихова.

## Достопримечательности
д. 19 — Музей-квартира А. М. Горького